# Paleis van Ukhaidir

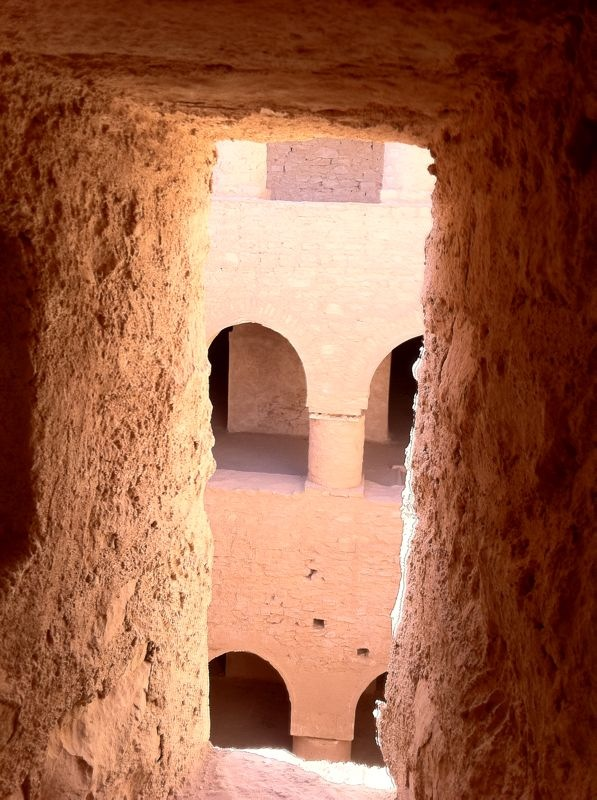
Al-Ukhaidir Fort

Het Paleis van Ukhaidir of het Fort of Al-Ukhaidir is een fort/paleis dat zich ongeveer 50 kilometer ten zuiden van Karbala, Irak bevindt. Het is een groot, rechthoekig fort gebouwd in 775 met een unieke, defensieve stijl. Het is gebouwd door Isa ibn Musa, een neef van de Abbasidische kalief As-Saffah. Ukhaidir is een voorbeeld van bouwkundige innovatie in de vormen van de binnenplaats, woonverblijven en moskee.
In het begin van de 20e eeuw werden er opgravingen verricht door Gertrude Bell. Ukhaidir was een belangrijke stop op de regionale handelsroutes, vergelijkbaar met Atshan en Mujdah. Het fort is een voorbeeld van de architectuur van de Abbasiden in Irak.